# Montegiardino
Montegiardino (MON) is een castello (gemeente) in San Marino met een oppervlakte van 3,31 km² en 911 inwoners (31-03-2013). Het is daarmee zowel qua oppervlakte als qua inwonertal de kleinste gemeente van het land. In 1463 droeg paus Pius II omwille van de overwinning van San Marino de drie heerlijkheden van Fiorentino, Montegiardino en Serravalle aan de republiek over.

## Geboren
- Anita Simoncini (14 april 1999), zangeres